# EM i kortbanesvømning 2009
Europamesterskaberne i kortbanesvømning 2009 var det 15. EM i kortbanesvømning, og mesterskabsstævnet blev arrangeret af LEN og afviklet i Istanbul i Tyrkiet i perioden 10. – 13. december 2009.
Mesterskaberne blev de mest succesfulde for dansk svømning nogensinde med otte medaljer fordelt på fem svømmere. Lotte Friis levede op til favoritværdigheden i 800 m fri og vandt guld, mens hun noget mere overraskende sikrede sig sølv i 400 m fri. Rikke Møller Pedersen indfriede ligeledes forventningerne med guld i 200 m brystsvømning, mens hun skuffende blev diskvalificeret på den halve distance. Jeanette Ottesen vandt bronze i 100 m fri og 100 m buttefly, Mads Glæsner vandt bronze i 400 m og 1500 m fri, mens den kun 17-årige Pernille Jessing Larsen overraskede positivt med bronze i 200 m rygsvømning.

## Medaljestatistik
| Plac. | Land           | Guld | Sølv | Bronze | Total |
| ----- | -------------- | ---- | ---- | ------ | ----- |
| 1.    | Holland        | 10   | 3    | 1      | 14    |
| 2.    | Rusland        | 8    | 5    | 8      | 21    |
| 3.    | Frankrig       | 6    | 2    | 3      | 11    |
| 4.    | Tyskland       | 5    | 3    | 4      | 12    |
| 5.    | Ungarn         | 3    | 4    | 1      | 8     |
| 6.    | Kroatien       | 2    | 3    | -      | 5     |
| 7.    | Danmark        | 2    | 1    | 5      | 8     |
| 8.    | Italien        | 1    | 3    | 1      | 5     |
| 9.    | Østrig         | 1    | -    | 1      | 2     |
| 9.    | Storbritannien | 1    | -    | 1      | 2     |
| 9.    | Norge          | 1    | -    | 1      | 2     |
| 12.   | Sverige        | -    | 3    | 2      | 5     |
| 13.   | Spanien        | -    | 2    | 3      | 5     |
| 14.   | Polen          | -    | 2    | -      | 2     |
| 15.   | Serbien        | -    | 1    | 2      | 3     |
| 16.   | Hviderusland   | -    | 1    | 1      | 2     |
| 16.   | Slovenien      | -    | 1    | 1      | 2     |
| 18.   | Estland        | -    | 1    | -      | 1     |
| 18.   | Litauen        | -    | 1    | -      | 1     |
| 20.   | Finland        | -    | -    | 1      | 1     |
| 20.   | Israel         | -    | -    | 1      | 1     |
| 20.   | Ukraine        | -    | -    | 1      | 1     |

## Medaljevindere

### Mænd
| Disciplin     | Guld                                                                               | Tid      | Sølv                                                                              | Tid      | Bronze                                                                               | Tid      |
| ------------- | ---------------------------------------------------------------------------------- | -------- | --------------------------------------------------------------------------------- | -------- | ------------------------------------------------------------------------------------ | -------- |
| Fri stil      |                                                                                    |          |                                                                                   |          |                                                                                      |          |
| 50 m          | Frederick Bousquet                                                                 | 20,53    | Duje Draganja                                                                     | 20,70    | Sergej Fesikov                                                                       | 20,84    |
| 100 m         | Amaury Leveaux                                                                     | 45,56    | Daniil Izotov                                                                     | 45,70    | Jevgenij Lagunov                                                                     | 46,06    |
| 200 m         | Paul Biedermann                                                                    | 1:39,81  | Daniil Izotov                                                                     | 1:40,08  | Nikita Lobintsjev                                                                    | 1:41,52  |
| 400 m         | Paul Biedermann                                                                    | 3:34,55  | Nikita Lobintsjev                                                                 | 3:35,75  | Mads Glæsner                                                                         | 3:36,82  |
| 1500 m        | Jan Wolfgarten                                                                     | 14:20,44 | Federico Colbertaldo                                                              | 14:25,68 | Mads Glæsner                                                                         | 14:26,74 |
| 4 × 50 m      | Frankrig · Alain Bernard · Jeremy Stravius · David Maitre · Frederick Bousquet     | 1:22,96  | Kroatien · Duje Draganja · Alexei Puninski · Mario Todorovic · Mario Delač        | 1:23,18  | Italien · Marco Orsi · Federico Bocchia · Filippo Magnini · Luca Dotto               | 1:23,64  |
| Rygcrawl      |                                                                                    |          |                                                                                   |          |                                                                                      |          |
| 50 m          | Stanislav Donets                                                                   | 22,76    | Thomas Rupprath                                                                   | 22,85    | Aschwin Wildeboer Faber                                                              | 23,07    |
| 100 m         | Stanislav Donets Arkadij Vjattjanin                                                | 48,97    | -                                                                                 | -        | Aschwin Wildeboer Faber                                                              | 59,05    |
| 200 m         | Stanislav Donets                                                                   | 1:48,62  | Radoslaw Kawecki                                                                  | 1:49,13  | Jevgenij Aljesjin                                                                    | 1:49,31  |
| Butterfly     |                                                                                    |          |                                                                                   |          |                                                                                      |          |
| 50 m          | Johannes Dietrich                                                                  | 22,07    | Frédérick Bousquet                                                                | 22,17    | Jevgenij Korotysjkin                                                                 | 22,34    |
| 100 m         | Jevgenij Korotysjkin                                                               | 48,93    | Peter Mankoč                                                                      | 49,65    | Ivan Lenđer                                                                          | 49,79    |
| 200 m         | Nikolaj Skvortsov                                                                  | 1:49,46  | Paweł Korzeniowski                                                                | 1:50,13  | Dinko Jukić                                                                          | 1:50,32  |
| Brystsvømning |                                                                                    |          |                                                                                   |          |                                                                                      |          |
| 50 m          | Aleksander Hetland                                                                 | 26,19    | Alessandro Terrin                                                                 | 26,24    | Caba Siladji                                                                         | 26,31    |
| 100 m         | Robin van Aggele                                                                   | 56,29    | Dániel Gyurta                                                                     | 56,72    | Igor Borysik                                                                         | 56,97    |
| 200 m         | Dániel Gyurta                                                                      | 2:00,67  | Grigorij Falko                                                                    | 2:02,50  | Maksim Sjtjerbakov                                                                   | 2:03,76  |
| Medley        |                                                                                    |          |                                                                                   |          |                                                                                      |          |
| 100 m         | Duje Draganja                                                                      | 51,20    | Sergej Fesikov                                                                    | 51,29    | Peter Mankoč                                                                         | 51,52    |
| 200 m         | Markus Rogan                                                                       | 1:51,72  | Vytautas Janušaitis                                                               | 1:52,22  | Alan Cabello Forns                                                                   | 1:53,04  |
| 400 m         | László Cseh                                                                        | 3:57,27  | David Verraszto                                                                   | 4:00,10  | Gal Nevo                                                                             | 4:00,55  |
| 4 × 50 m      | Rusland · Stanislav Donets · Sergej Gejbel · Jevgenij Korotisjkin · Sergej Fesikov | 1:31,80  | Tyskland · Thomas Rupprath · Hendrik Feldwehr · Johannes Dietrich · Stefan Herbst | 1:32,02  | Frankrig · Benjamin Stasiulis · Hugues Duboscq · Frédérick Bousquet · Amaury Leveaux | 1:32,13  |

### Kvinder
| Disciplin     | Guld                                                                                | Tid     | Sølv                                                                           | Tid     | Bronze                                                                           | Tid     |
| ------------- | ----------------------------------------------------------------------------------- | ------- | ------------------------------------------------------------------------------ | ------- | -------------------------------------------------------------------------------- | ------- |
| Fri stil      |                                                                                     |         |                                                                                |         |                                                                                  |         |
| 50 m          | Hinkelien Schreuder                                                                 | 23,32   | Ranomi Kromowidjojo                                                            | 23,58   | Dorothea Brandt                                                                  | 23,74   |
| 100 m         | Inge Dekker                                                                         | 51,35   | Ranomi Kromowidjojo                                                            | 51,44   | Jeanette Ottesen                                                                 | 52,18   |
| 200 m         | Federica Pellegrini                                                                 | 1:51,17 | Evelyn Verrasztó                                                               | 1:52,61 | Femke Heemskerk                                                                  | 1:54,20 |
| 400 m         | Coralie Balmy                                                                       | 3:56,55 | Lotte Friis                                                                    | 3:59,06 | Ophelie Cyrielle Etienne                                                         | 3:59,94 |
| 800 m         | Lotte Friis                                                                         | 8:08,02 | Erika Villaecija Garcia                                                        | 8:13,93 | Ophelie Cyrielle Etienne                                                         | 8:16,20 |
| 4 × 50 m      | Holland · Inge Dekker · Hinkelien Schreuder · Saskia de Jonge · Ranomi Kromowidjojo | 1:33,25 | Sverige · Emma Svensson · Josefin Lillhage · Sarah Sjöström · Claire Hedenskog | 1:35,46 | Tyskland · Dorothea Brandt · Daniela Samulski · Lisa Vitting · Daniela Schreiber | 1:36,73 |
| Rygcrawl      |                                                                                     |         |                                                                                |         |                                                                                  |         |
| 50 m          | Sanja Jovanović                                                                     | 25,70   | Aleksandra Herasimenya                                                         | 26,12   | Ksenia Moskvina                                                                  | 26,38   |
| 100 m         | Ksenia Moskvina                                                                     | 56,36   | Sanja Jovanović                                                                | 56,93   | Aleksandra Herasimenya                                                           | 57,23   |
| 200 m         | Alexianne Castel                                                                    | 2:02,67 | Jenny Mensing                                                                  | 2:03,31 | Pernille Larsen                                                                  | 2:03,50 |
| Butterfly     |                                                                                     |         |                                                                                |         |                                                                                  |         |
| 50 m          | Hinkelien Schreuder Inge Dekker                                                     | 25,00   | -                                                                              | -       | Ingvild Snildal                                                                  | 25,10   |
| 100 m         | Inge Dekker                                                                         | 55,74   | Diane Bui Duyet                                                                | 55,93   | Jeanette Ottesen                                                                 | 56,02   |
| 200 m         | Aurore Mongel                                                                       | 2:03,22 | Petra Granlund                                                                 | 2:03,82 | Franziska Hentke                                                                 | 2:04,68 |
| Brystsvømning |                                                                                     |         |                                                                                |         |                                                                                  |         |
| 50 m          | Moniek Nijhuis                                                                      | 29,68   | Jane Trepp                                                                     | 29,82   | Janne Schäfer                                                                    | 29,92   |
| 100 m         | Caroline Ruhnau                                                                     | 1:04,84 | Moniek Nijhuis                                                                 | 1:04,96 | Jennie Johansson                                                                 | 1:05,19 |
| 200 m         | Rikke Møller Pedersen                                                               | 2:16,66 | Nađa Higl                                                                      | 2:17,52 | Joline Höstman                                                                   | 2:19,28 |
| Medley        |                                                                                     |         |                                                                                |         |                                                                                  |         |
| 100 m         | Hinkelien Schreuder                                                                 | 57,85   | Evelyn Verrasztó                                                               | 58,21   | Hanna-Maria Seppälä                                                              | 58,86   |
| 200 m         | Evelyn Verrasztó                                                                    | 2:04,64 | Francesca Segat                                                                | 2:06,21 | Hannah Miley                                                                     | 2:06,96 |
| 400 m         | Hannah Miley                                                                        | 4:25,66 | Mireia Belmonte García                                                         | 4:27,60 | Zsuzsanna Jakabos                                                                | 4:28,46 |
| 4 × 50 m      | Holland · Hinkelien Schreuder · Moniek Nijhuis · Inge Dekker · Ranomi Kromowidjojo  | 1:42,69 | Sverige · Emma Svensson · Josefin Lillhage · Sarah Sjöström · Claire Hedenskog | 1:45,13 | Rusland · Ksenia Moskvina · Daria Dejeva · Olga Kljusjnikova · Svetlana Fedulova | 1:46,10 |